# Xenovarta acuta
Xenovarta acuta är en insektsart som beskrevs av Chandrasekhara A. Viraktamath 2004. Xenovarta acuta ingår i släktet Xenovarta och familjen dvärgstritar. Inga underarter finns listade i Catalogue of Life.